# Bang! (album Reni Jusis)
Bang! (zapis stylizowany: BANG!) – siódmy album studyjny Reni Jusis. Wydawnictwo ukazało się 15 kwietnia 2016 nakładem wytwórni muzycznej Sony Music Entertainment Poland. W kwietniu 2017 wydawnictwo zdobyło nagrodę polskiego przemysłu fonograficznego Fryderyka w kategorii Album roku elektronika.
Album dotarł do 21. miejsca polskiej listy przebojów – OLiS.

## Lista utworów
Opracowano na podstawie materiału źródłowego.
1. „Zostaw wiadomość” (sł. i muz. Stendek, Wanda Berger, Reni Jusis) – 5:13
2. „Bejbi siter” (sł. i muz. Jacek Szymkiewicz, Reni Jusis) – 3:26
3. „Kęs” (sł. i muz. Jacek Szymkiewicz, Stendek, Reni Jusis) – 7:11
4. „Sztorm” (sł. i muz. Stendek, Wanda Berger, Reni Jusis) – 4:06
5. „Koniec końców” (sł. i muz. Stendek, Reni Jusis) – 4:04
6. „Po kolana w mule” (sł. i muz. Stendek, Wanda Berger, Reni Jusis) – 3:16
7. „Y&Y” (sł. i muz. Stendek, Wanda Berger, Reni Jusis) – 4:09
8. „Bilet wstępu” (sł. i muz. Stendek, Wanda Berger, Reni Jusis) – 4:32
9. „Delta” (sł. i muz. Jacek Szymkiewicz, Stendek, Reni Jusis) – 4:16
10. „Zombi świat” (sł. i muz. Jacek Szymkiewicz, Jakub Karaś, Reni Jusis) – 4:05 (utwór dodatkowy)
11. „Na skróty tęczą” (sł. i muz. Jakub Karaś, Wanda Berger, Renis Jusis) – 4:01 (utwór dodatkowy)

## Twórcy
Opracowano na podstawie materiału źródłowego.
- Reni Jusis – produkcja, muzyka, słowa, śpiew
- Michał Przytuła – realizacja nagrań, miksowanie, mastering
- Jakub Karaś – produkcja, muzyka, słowa
- Stendek – produkcja, muzyka, słowa
- m.Bunio.s – produkcja
- Jacek Szymkiewicz – muzyka, słowa
- Wanda Berger – muzyka, słowa
- Mariusz Mrotek – projekt okładki
- Łukasz Murgrabia – zdjęcia
- Paulina Kijanowska – make-up
- TBA Music – management, booking
- Tomasz Nowakowski – management, booking